# Dsmitryj Daschtschynski
Dsmitryj Uladsimerawitsch Daschtschynski (* 9. November 1977 in Minsk) ist ein belarussischer Freestyle-Skier. Er ist auf die Disziplin Aerials (Springen) spezialisiert. In der Saison 2005/06 entschied er die entsprechende Weltcup-Disziplinenwertung für sich, außerdem gewann er bei Olympischen Spielen und Weltmeisterschaften je zwei Medaillen.

## Biografie
Sein Weltcup-Debüt hatte Daschtschynski am 9. Dezember 1995 in Tignes, wo er auf Platz 14 sprang. Das beste Ergebnis in seiner Premierensaison war ein siebter Platz. Am 25. Januar 1997 gelang ihm mit Platz drei in Breckenridge die erste Podestplatzierung in einem Weltcupspringen. In der Saison 1997/98 schränkte er seine Teilnahmen ein, um sich auf die Olympischen Winterspiele 1998 vorzubereiten; in Nagano gewann er die Bronzemedaille.
Den ersten Weltcupsieg konnte Daschtschynski am 17. Januar 1999 in Steamboat Springs feiern, der zweite folgte eine Woche später in Heavenly. Zum Saisonende konnte er seine Favoritenrolle bei der Weltmeisterschaft in Hasliberg nicht bestätigen und sprang auf Platz acht. Im Winter 1999/2000 war ein dritter Platz sein bestes Ergebnis. Bei der Weltmeisterschaft 2001 in Whistler gewann er hinter seinem Landsmann Aljaksej Hryschyn die Silbermedaille. Hinzu kam sein dritter Weltcupsieg eine Woche nach der WM.
Daschtschynski kam im Weltcupwinter 2001/02 nicht über einen sechsten Platz hinaus, bei den Olympischen Winterspielen 2002 wurde er Siebter. Zwar konnte er in der Saison 2002/03 eine weitere Podestplatzierung erzielen, ansonsten war er aber nie besser als auf Platz 13 klassiert. Besser verlief für Daschtschynski die Weltcupsaison 2003/04, mit zwei Siegen, zwei zweiten und einem dritten Platz. Ein weiterer Weltcupsieg kam gegen Ende der Saison 2004/05 hinzu, bei der Weltmeisterschaft in Ruka verpasste er als Vierter knapp das Podest.
Seine erfolgreichste Saison hatte Daschtschynski im Winter 2005/06. Er konnte vier Weltcupspringen gewinnen und entschied damit die Disziplinenwertung für sich. Bei den Olympischen Winterspielen 2006 gewann er eine weitere Silbermedaille, wobei er sich nur dem Chinesen Han Xiaopeng geschlagen geben musste. Die belarussische Post veröffentlichte daraufhin zu seinen Ehren eine Briefmarke. Seine insgesamt dritte Silbermedaille gewann er bei der Weltmeisterschaft 2007 in Madonna di Campiglio, wiederum hinter Han Xiaopeng.
Im Dezember 2007 entschied Daschtschynski zum elften Mal ein Weltcupspringen für sich; es ist dies bis heute sein letzter Sieg. Im Verlaufe der folgenden zwei Winter gelangen ihm noch drei Podestplätze, allerdings begann sein Leistungsniveau allmählich zu sinken. Bei den Olympischen Winterspielen 2010 wurde er Elfter. Verletzungsbedingt konnte er in der Saison 2010/11 nicht starten. Während der Saison 2011/12 sprang er zunächst regelmäßig in die Top 10, bis ihm zum Saisonende (nach einer Unterbrechung von mehr als vier Jahren) der zwölfte Weltcupsieg gelang.

## Erfolge

### Olympische Spiele
- 1998 Nagano: 3. Aerials
- 2002 Salt Lake City: 7. Aerials
- 2006 Turin: 2. Aerials
- 2010 Vancouver: 11. Aerials
- 2014 Sotschi: 8. Aerials

### Weltmeisterschaften
- 1997 Nagano: 18. Aerials
- 1999 Hasliberg: 8. Aerials
- 2001 Whistler: 2. Aerials
- 2003 Deer Valley: 13. Aerials
- 2005 Ruka: 4. Aerials
- 2007 Madonna di Campiglio: 2. Aerials
- 2009 Inawashiro: 22. Aerials
- Voss 2013: 12. Aerials

### Weltcupwertungen
- Saison 1998/99: 2. Aerials-Weltcup
- Saison 1999/00: 5. Aerials-Weltcup
- Saison 2000/01: 3. Aerials-Weltcup
- Saison 2001/02: 9. Aerials-Weltcup
- Saison 2003/04: 2. Aerials-Weltcup
- Saison 2004/05: 5. Aerials-Weltcup
- Saison 2005/06: 1. Aerials-Weltcup
- Saison 2006/07: 9. Aerials-Weltcup
- Saison 2007/08: 3. Aerials-Weltcup
- Saison 2008/09: 6. Aerials-Weltcup
- Saison 2011/12: 6. Aerials-Weltcup
- Saison 2012/13: 6. Aerials-Weltcup

### Weltcupsiege
Daschtschynski errang bisher 30 Podestplätze, davon 13 Siege:
| Datum             | Ort               | Land       |
| ----------------- | ----------------- | ---------- |
| 17. Januar 1999   | Steamboat Springs | USA        |
| 24. Januar 1999   | Heavenly          | USA        |
| 27. Januar 2001   | Sunday River      | USA        |
| 5. Dezember 2003  | Ruka              | Finnland   |
| 31. Januar 2004   | Deer Valley       | USA        |
| 5. März 2005      | Špindlerův Mlýn   | Tschechien |
| 18. Dezember 2005 | Changchun         | China      |
| 14. Januar 2006   | Deer Valley       | USA        |
| 5. Februar 2006   | Špindlerův Mlýn   | Tschechien |
| 19. März 2006     | Apex              | Kanada     |
| 22. Dezember 2007 | Lianhua Mountain  | China      |
| 17. März 2012     | Myrdalen-Voss     | Norwegen   |
| 12. Januar 2013   | Val Saint-Côme    | Kanada     |

### Weitere Erfolge
- 2 Podestplätze im Europacup
- 2 Podestplätze im Nor-Am Cup